# Joe O'Connor
Joe O'Connor (Leicester, 8 novembre 1995) è un giocatore di snooker inglese.

## Carriera
Dopo essere diventato da giovane un campione del pool, Joe O'Connor inizia a prendere parte ai tornei del Main Tour già nel 2014, disputando lo UK Championship, dove viene battuto al primo turno dal campione in carica Neil Robertson per 6-0.

### Stagione 2018-2019
L'inglese diventa professionista nel 2018 dopo essersi assicurato due stagioni di carta nel tour professionistico, vincendo l'EBSA Play-Offs all'English Institute of Sport di Sheffield. A giugno O'Connor porta a casa anche l'English Amateur Championship, battendo Andrew Norman 10-3 in finale.
Il suo debutto arriva al Riga Masters, dove O'Connor elimina Jordan Brown nel turno di qualificazione, e batte il veterano Lee Walker nei trentaduesimi, prima di essere sconfitto da Stephen Maguire 4-2. Si mette in luce allo UK Championship, sconfiggendo la testa di serie numero 12 Ryan Day per 6-2 ed Andrew Higginson 6-3, venendo poi battuto da Joe Perry. Al Welsh Open O'Connor realizza il suo primo grande piazzamento da professionista, terminando in semifinale il torneo, dopo aver battuto nel corso della competizione alcuni dei giocatori più forti, come Kyren Wilson nei trentaduesimi per 4-3, Ding Junhui agli ottavi con il punteggio di 4-1 e il campione in carica John Higgins 5-3, fermandosi ad un passo dalla finale per mano di Stuart Bingham, che vince il match 6-2. Pochi mesi più tardi al China Open, l'inglese batte di nuovo Higgins al primo turno con il risultato netto di 6-2, uscendo di scena poi al secondo dopo aver perso la contesa contro Hossein Vafaei.

### Stagione 2019-2020
Nella seconda annata da professionista, O'Connor non riesce a confermarsi sui livelli del 2018-2019, raggiungendo come miglior risultato i sedicesimi allo Scottish Open.

## Ranking
| Stagione  | Ranking iniziale | Ranking finale |
| --------- | ---------------- | -------------- |
| 2018-2019 | Non classificato | 75             |
| 2019-2020 | 68               | 62             |
| 2020-2021 | 62               |                |